# Ahiqar

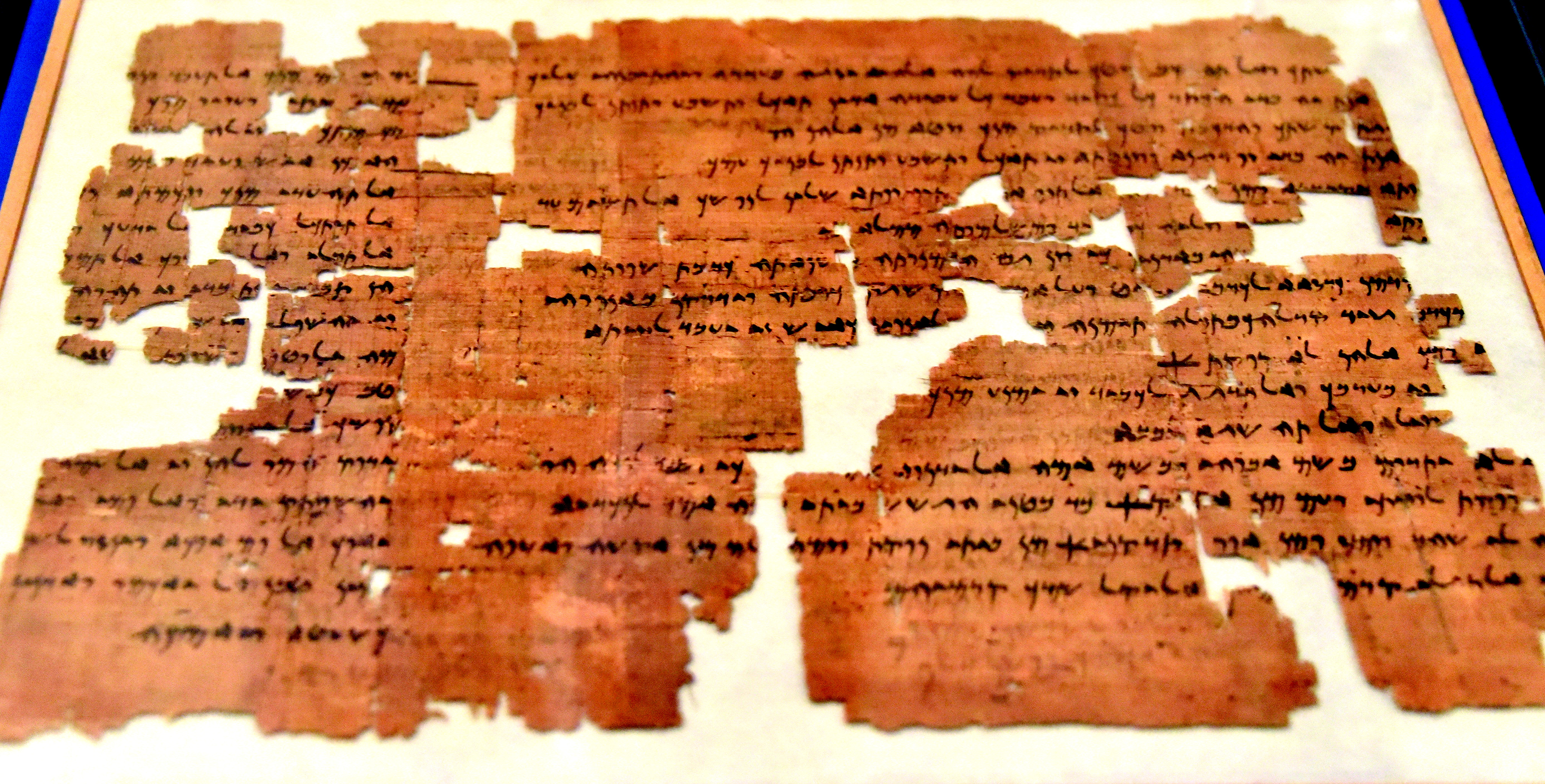
Papyrus contenant le récit d'Ahiqar. Éléphantine, Musée égyptien de Berlin.

Ahiqar est un sage assyrien-araméen très connu dans les traditions de l'Antiquité proche-orientale, puisqu'il était mentionné par des textes juifs et grecs antiques. On ne peut cependant pas dire s'il a réellement existé. Il est le héros du Roman d'Ahiqar, une œuvre littéraire originaire de Mésopotamie antique, rédigée en araméen au plus tôt durant le dernier siècle de l'empire assyrien, le VIIe siècle av. J.-C. Cette œuvre témoigne de l'acculturation entre Assyriens et Araméens durant la période dite « néo-assyrienne », et de l'utilisation croissante de la langue araméenne alphabétique en lieu et place de l'akkadien rédigé en signes cunéiformes. Elle relève des traditions littéraires mésopotamiennes et syro-araméenne, se plaçant à la charnière entre les deux. Ce texte se présente comme le récit des mésaventures d'un dignitaire de la cour royale assyrienne, mais aussi comme une compilation de proverbes, donc un texte de « sagesse ». Il est aujourd'hui essentiellement connu grâce à des papyrus retrouvés en 1906 à Éléphantine en Égypte datés du règne du roi perse achéménide Darius II (fin du Ve siècle av. J.-C.).
Le récit a pour personnage principal Ahiqar, chancelier du roi assyrien Assarhaddon (680-669 av. J.-C.), qui malgré toutes ses prières n'a jamais obtenu d'enfant. Un message divin lui enjoint finalement d'adopter son neveu Nadin, fils de sa sœur, qu'il prend sous son aile. L'éducation qu'il lui prodigue consiste en des proverbes sages qui sont énumérés dans le récit. Puis il lui transmet sa charge lorsqu'il se retire de la cour. Mais le comportement de son neveu est tellement odieux qu'Ahiqar le chasse de sa maison. En guise de vengeance, Nadin persuade le roi que son oncle cherchait à le trahir pour le compte de rois rivaux lui attirant ainsi la disgrâce royale. Mais le bourreau chargé d'exécuter Ahiqar lui permet de s'échapper car il lui doit la vie, et exécute à sa place un autre prisonnier dont il présente le cadavre au roi. Le roi d'Égypte, apprenant la mort du plus avisé des conseillers d'Assarhaddon, envoie à ce dernier un défi qui consiste à résoudre des énigmes complexes, ou sinon il devra payer un lourd tribut. Assarhaddon est désemparé mais apprend par le bourreau qu'Ahiqar est encore en vie. Il le rappelle, et ce dernier réussit à résoudre toutes les énigmes posées par le roi d'Égypte. Ahiqar obtient d'Assarhaddon le droit de châtier lui-même son neveu tout en lui prodiguant des admonestations sous forme de proverbe.